# BG Crucis
BG Crucis är en misstänkt dubbelstjärna belägen i mellersta delen av stjärnbilden Södra korset. Den har en högsta skenbar magnitud av ca 5,34 och är svagt synlig för blotta ögat där ljusföroreningar ej förekommer. Baserat på parallax enligt Gaia Data Release 2 på ca 1,78 mas beräknas den befinna sig på ett avstånd av ca 1 830 ljusår (ca 560 parsec) från solen. Den rör sig närmare solen med en heliocentrisk radialhastighet av ca -19 km/s.

## Egenskaper

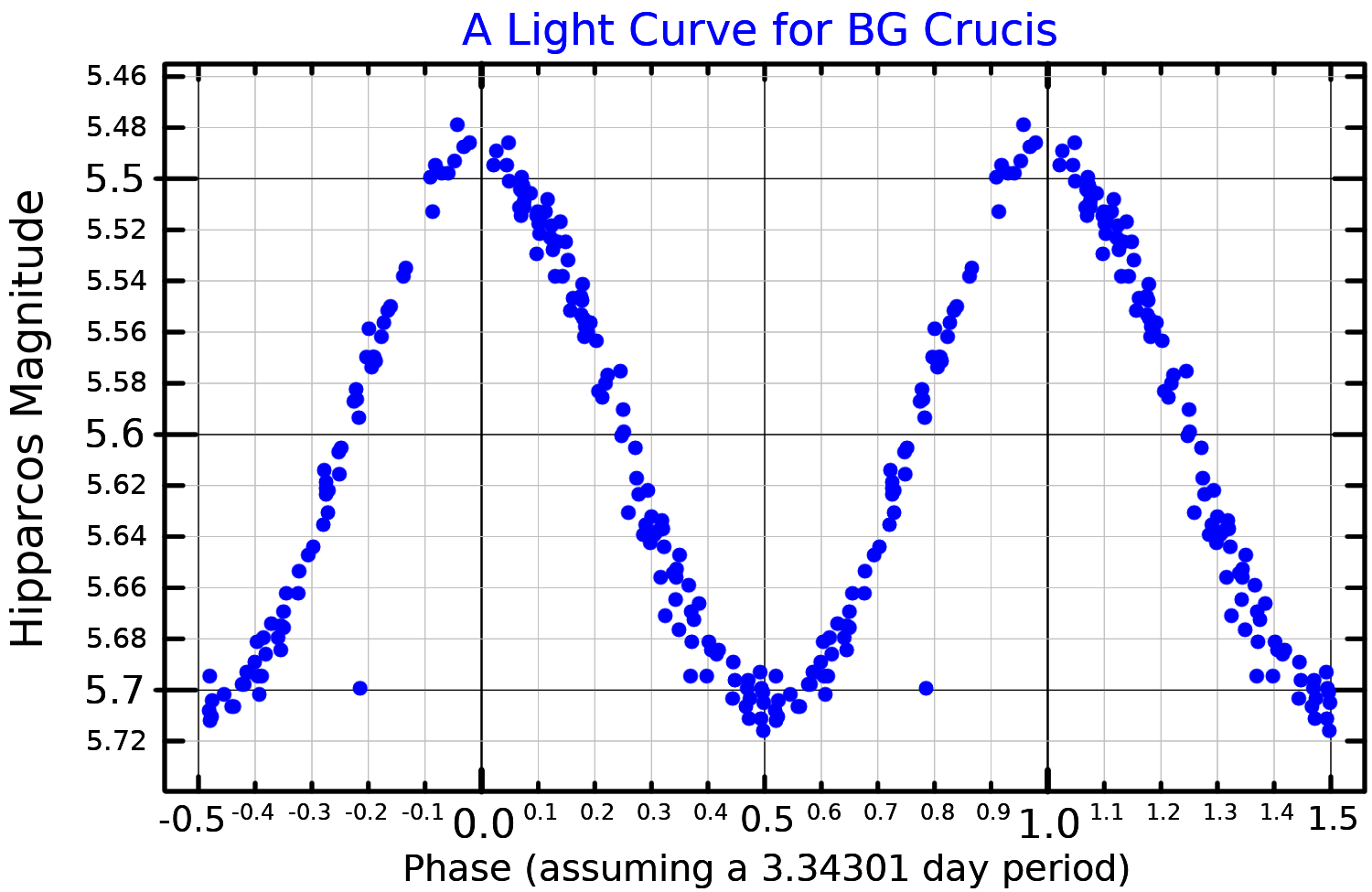
ljuskurva för BG Crucis, plottad från Hipparcos-data

Den synliga stjärnan i BG Crucis är en vit superjättestjärna av spektralklass från F5 Ib till G0p. Den har en massa av 4 till 6 solmassor, en radie av ca 39 solradier och utsänder energi från dess fotosfär motsvarande ca 1 000 gånger solen vid en effektiv temperatur av ca 6 300 K. Den är en Klassisk cepheid med liten amplitud och med en skenbar magnitud som sträcker sig från 5,34 ner till 5,58 i en period av 3,3428 dygn. På Hertzsprung-Russell-diagrammet av temperatur kontra ljusstyrka, ligger det nära den blå (varmare) kanten av Cepheid-instabilitetsremsan. Modeller anger att cepheidregionen är relativt liten i denna stjärna, varför det inte finns några stötvågor som genereras som ett resultat av instabiliteten.